# 不要動搖
《不要動搖》（韓語：흔들리지마）是韓國MBC於2008年4月14日起播放的晨間日日劇。

## 人物介紹

### 主要人物
- 洪銀姬 飾演 李琇賢
具有兩面性的女孩琇賢作為自信而充滿魅力的現代女性，她夢想獲得成功，是個完美主義者。她無法忍受輸給他人，哪怕吃一點虧也會氣得睡不著覺，野心勃勃而貪得無厭。但她也有不想被別人知道的秘密，那就是10年前父親再婚後新添的陌生家人。如今就要與韓會長的兒子強弼結婚，這時突然回到家中的民貞自然不會得到她的歡迎。琇賢想在嫁入富豪家前，隱瞞父親再婚一事。強迫家人把跟自己不同姓的敏廷和東赫姐弟倆排除在外。
- 金多仁 飾演 朴敏廷
24歲，作曲家，英美之女。家庭中的孤島敏廷她相信愛情就是人生的全部，是個浪漫主義者。她在生活中也很浪漫，感情豐富。因為難忘去攀登喜馬拉雅山時失踪的父親，她在心中總是滿懷對父親的思念。何況覺得母親再婚是為家人做出犧牲，她一直對母親感到愧疚。她決心不讓自己給母親增加負擔。就在敏廷感到非常孤獨的日子，那個男孩出現在她面前！但她的幸福並不長久。那個男孩就要跟另一個女孩結婚了，而那個女孩就是自己同母異父的姐姐李琇賢。
- 金男珍 飾演 韓康弼
30歲，娜麗電視購物商品企劃理事。韓鎮豪會長之子，娜麗電視購物的繼承人。強弼從小就感情豐富細膩。他本來想搞音樂，但父親強迫他到美國名牌大學攻讀MBA，回國後按父親的意願到娜麗電視購物工作。但他無法放棄對音樂的熱情，瞞著父親租下工作室，白天到公司上班，晚上埋頭從事音樂創作，維持愉快而緊張刺激的雙重生活。他還遵照父親的意願與李琇賢訂婚。康弼喜歡琇賢。也許這並非愛情，但他覺得琇賢也許正如父親說的，是自己不可缺少的伴侶，至少在遇到敏廷前是這樣...
- 鄭成雲 飾演 崔寶國
27歲，娜麗化妝品公司企劃開發組組長。他的目光總被琇賢所吸引。他由單親母親撫養成人，早早懂事，小小年紀就承擔起一家之長的重任。如今也負責贍養母親和身為單親母親的姐姐。他以優越條件進入娜麗化妝品公司工作，工作比誰都努力，讓面臨經營困難的娜麗化妝品公司起死回生，贏得了韓會長的信任。不知從何時起，那個女孩開始吸引他的視線，闖入他的心中。她就是被大家稱為冰美人的琇賢。不管怎樣，琇賢已有未婚夫，韓會長的獨生子韓康弼。但他不知不覺醒悟到自己愛上了琇賢...

### 琇賢家
- 林采茂 飾演 李勇大
- 洪順昌 飾演 李逢筆
- 姜秀翰 飾演 李武賢
- 成　赫 飾演 朴東赫

### 敏廷周邊人物
- 鮮銀淑 飾演 車永美
- 金容琳 飾演 宋玉芬
- 金圭哲 飾演 朴亨哲
- 成東鎰 飾演 朴基哲
- 李有晶 飾演 姜瑩雅

### 康弼周邊人物
- 鄭漢溶 飾演 韓鎮豪
- 吳美姬 飾演 蘇希靜
- 文天植 飾演 張畢植
- 金多仁 飾演 慧　卿

### 其他人物
- 柳惠利 飾演 蔡靜熙
- 宋旻晶 飾演 慧　琳

## 外部連結
- 韓國MBC（页面存档备份，存于）
- 臺灣GTV（繁體中文）

| MBC 晨間劇                                   | MBC 晨間劇                                  | MBC 晨間劇 |
| -------------------------------------------- | ------------------------------------------- | ---------- |
|                                              | 不要動搖 （2008年4月14日 - 2009年11月28日） |            |
| 那樣也喜歡 （2007年10月1日 - 2008年4月11日） | 白色謊言 （2008年12月1日 - 2009年7月10日）  |            |

| 臺灣 八大第一台 週一至五 20:00              | 臺灣 八大第一台 週一至五 20:00              | 臺灣 八大第一台 週一至五 20:00               |
| ------------------------------------------- | ------------------------------------------- | -------------------------------------------- |
|                                             | 我們這一家 （2009年1月20日 - 2009年6月1日） |                                              |
| 人妻的秘密 （2008年9月1日 - 2009年1月19日） | 奪愛 （2009年6月2日 - 2009年8月19日）       |                                              |
| 八大娛樂K台 週六、日 12:00 - 14:00          |                                             |                                              |
| 火花 （未知 - 2011年4月24日）               | 不要動搖 （2011年4月30日 - 2011年10月29日） | 人妻的秘密 （2011年11月5日 - 2012年2月26日） |